# Jacques Dubochet
Jacques Dubochet (født 8. juni 1942) er en pensioneret schweizisk biofysiker. Han er en tidligere forsker på European Molecular Biology Laboratory i Heidelberg, Tyskland, og æresprofessor i biofysik på Université de Lausanne i Schweiz.
I 2017 modtog han nobelprisen i kemi sammen med Joachim Frank og Richard Henderson "for udvikling af cryo-elektron mikroskopi for højopløselig strukturbestemmelse af biomolekyler i opløsning".